# Saúl Vera

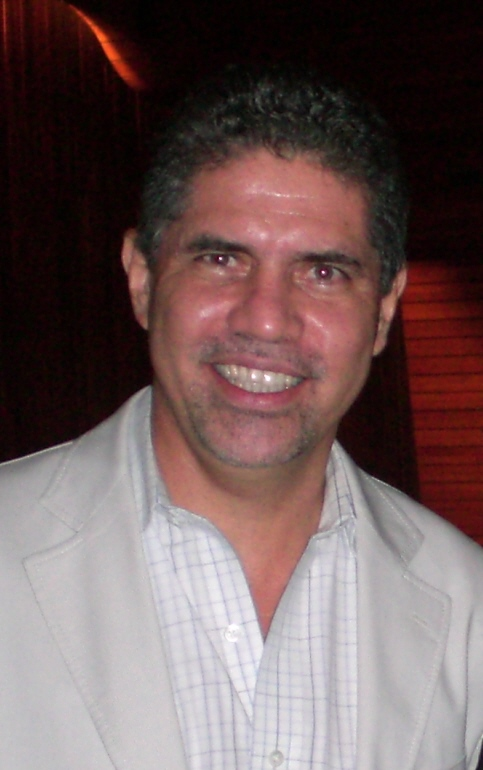
Saúl Vera 2008

Saúl Vera (* 2. Oktober 1959 in Caracas) ist ein venezolanischer Mandolinen- und Bandolaspieler.

## Leben
Vera interessierte sich bereits in seiner Kindheit für die traditionellen Saiteninstrumente seiner Heimat und spielte neben der Mandoline auch Cuatro. Ab 1976 erlernte er das Spiel der Bandola Llanera, eines aus der Vihuela hervorgegangenen Instrumentes aus der Lautenfamilie.
1986 gründete Vera die Gruppe Saúl Vera y Su Ensamble, mit der er ab 1989 eine Reihe von Alben mit venezolanischer Volksmusik einspielte. Die Gruppe absolvierte neben Auftritten in Venezuela Konzertreisen durch Japan, Kuba, Guatemala, Nikaragua, Brasilien, England, Spanien, Frankreich, Deutschland, Belgien und die Schweiz. Als Solist trat Vera mit Musikern wie Chico Buarque, Djavan, Paco de Lucía, Ray Barreto, Gilberto Gil und Michel Petrucciani auf. Außerdem spielte er Aufnahmen mit María Teresa Chacín, Iván Pérez Rossi, Aquiles Báez, Alberto Naranjo, Franco de Vita, Soledad Bravo, Sergio Pérez, Yordano, Símon Díaz und anderen ein.
Daneben verfasste Vera das Lehrbuch Metodo Para El Aprendisaje De La Bandola Llanera und ist als Komponist aktiv. 2000 wurde in Caracas sein Concierto para Bandola Llanera y Orquesta uraufgeführt.

## Diskographie
- Música y Tradiciones, 1989
- Saúl Vera y Su Ensamble, 1994
- Bandola de Reyes, 1995
- Selva y Lujuria, 1996
- Tierra Cálida, 1997
- Brisas, 1998
- Tradición con Swing, 2002